# Johannes Buteo
Johannes Buteo (auch Jean Borrel; * um 1492; † zwischen 1564 und 1572) war ein französischer Mathematiker.

## Leben
Buteo hatte vermutlich um die 20 Geschwister. Sein Vater François war Seigneur d’Expenel, der adlige deutsche Vorfahren hatte. Buteo beschloss um 1508 Geistlicher zu werden und der Abtei von St. Antoine beizutreten. Dort studierte er klassische Sprachen und Mathematik und lernte bald den ursprünglichen Text des Euklid im griechischen Original  zu verstehen. 1522 ging er weiter nach Paris, wo er bei Oronce Finé studierte. 1528 kehrte er zurück nach St. Antoine, um sein Leben als Mönch wieder aufzunehmen. In der folgenden Zeit war er auch für zwei Jahre Abt.
Während der Hugenottenkriege 1562 musste er jedoch nach Romans-sur-Isère fliehen. Dort soll er auch gestorben sein.

## Werk

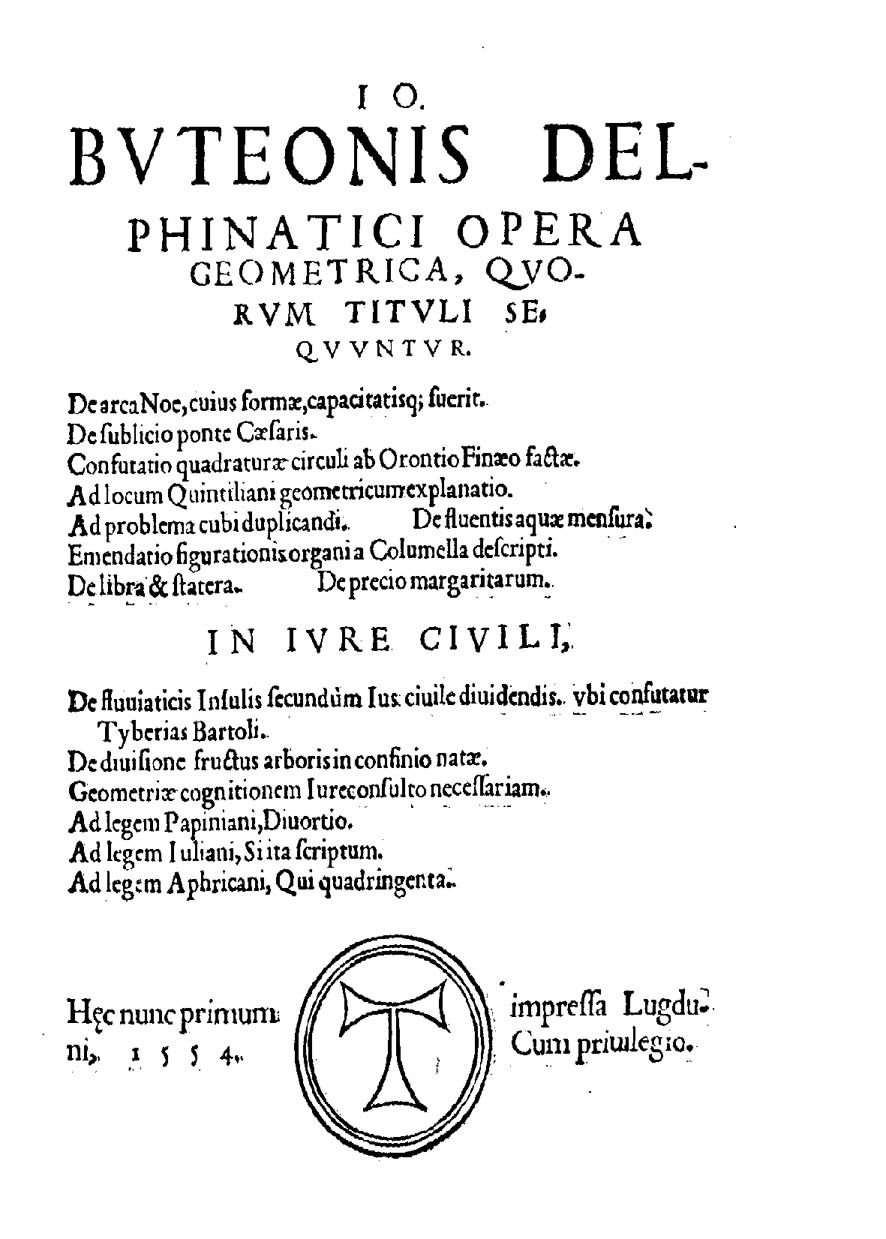
Opera geometrica, 1554

Buteo ist heute vor allem wegen seiner Bücher bekannt. Er veröffentlichte seine ersten Werke allerdings erst im Alter von über 60 Jahren und wirkte als Mathematiker relativ isoliert. Sein Buch Geometrica erschien 1554 in Lyon. Sie beschreibt in 15 Artikeln unterschiedliche mathematische Themen. Die ersten neun Artikel behandeln mechanische, arithmetische und geometrische Probleme. Unter anderem greift er die Lösung der Kubenverdopplung durch Michael Stifel an und gibt eine eigene Näherungs-Lösung. In den weiteren sechs Artikeln geht es um mathematische Probleme, die ihren Ursprung in der Juristerei haben, wie Aufteilung von Land und die Erbschaftsaufteilung.
In seinem folgenden Buch De Quadraturi circuli, veröffentlicht in Lyon (1559), kritisiert Buteo die vorgeblichen exakten Lösungen der zeitgenössischen Mathematiker zur Quadratur des Kreises (auch die seines Lehrers Oronce Finé) und stellt Näherungs-Lösung von Bryson von Herakleia, Archimedes und Ptolemäus dar. Er behandelt Fragen der Notation und korrigiert den damals weit verbreiteten Irrtum, der Autor der Beweise in den Elementen von Euklid sei Theon von Alexandria. Außerdem begann in dem Buch sein Streit mit Jacques Peletier (an dem auch Christophorus Clavius teilnahm) über die Proposition 16 in Buch 3 der Elemente von Euklid, in dem es um die Winkel geht, die eine Tangente an einen Kreis mit dem Kreis bildet (hornförmige Winkel). Er ging darauf in einer Apologie 1562 näher ein.
Die Logistica Buteos war sein einflussreichstes Werk und wurde ebenfalls 1559 in Lyon veröffentlicht. Sie ist in fünf Bücher unterteilt: in den ersten beiden befasst sich Buteo mit der Arithmetik, im dritten mit Algebra, was im vierten und das fünfte Buch auf verschiedene Probleme angewandt wurde, zum Beispiel die Lösung von Systemen linearer Gleichung und Näherungslösungen für Quadrat- und Kubikwurzel.